# Эргатическая система
Эргатическая система — схема производства, одним из элементов которой является человек или группа людей и техническое устройство, посредством которого человек осуществляет свою деятельность.   Основными особенностями таких систем являются социально-психологические аспекты.
Наряду с недостатками (присутствие «человеческого фактора»), эргатические системы обладают рядом преимуществ, таких как нечеткая логика, эволюционирование, принятие решений в нестандартных ситуациях.
На сегодняшний день эргатические системы широко распространены. Примером таких систем являются: система управления блоком станции, система управления самолетом, диспетчерская служба аэропорта, вокзала. Эргатические системы нашли своё применение на объектах, где вмешательство оператора в работу объекта является на сегодняшний день необходимым условием обеспечения надежной работы данных объектов.

## Общие сведения о эргатических системах управления
Классификация таких систем происходит по целевому назначению и по характеру деятельности человека. Выделяют следующие группы систем "человек-машина":
- Управляющие.
- Обслуживающие.
- Обучающие.
- Информационные.

Группа управляющих - это та, в которой основной задачей человека или группы людей является управление техническим устройством или машиной.  Группа обслуживающих та, к которой задача человека состоит в контроле за состоянием производства или машинной системы, включает в себя поиск неисправностей и т.п. Группа обучающих служит для выработки у человека необходимых навыков. а информационная  группа обеспечивает поиск, накопление, получение и применение необходимой для человека информации.
Чаще всего рассматривается эргатическая система управления и человек-оператор. Под человеком-оператором подразумевается человек, основа трудовой деятельности которого составляет взаимодействие с предметом труда, техническим устройством или внешней средой посредством информационной модели и органов управления.  
Информационную систему составляют совокупности приборов и отображающие информацию средства, с которыми выполняет трудовую деятельность человек. Однако, в случае с человеческим фактором, информационной системой получения знаний извне являются органы чувств.  
Так, на приборной информацией, полученной благодаря органам чувств, может быть: звук работающего мотора, визуальная информация о окружающей обстановке, механические воздействия.
Деятельностью человека-оператора называют совокупность упорядоченных действий, направленных для достижения поставленных целей и задач. Человек в системе управления является элементом системы и представляет собой сложное "устройство". Грубо говоря, человек-оператор - это "устройство" с многоканальным приемом, переработкой и выдачей информации. Он воспринимает всю поступающую извне информацию, анализирует для отбора необходимой для работы, перерабатывает ее в центральной нервной системе, имея определенные навыки и знания. Используя цель функционирования системы, выдает управляющие команды путем перемещения органов управления и выдачи разовых команд. Воспринимает реакцию управляющего объекта на команду, анализирует и реагирует. Эту работу можно сравнить с работой звена в замкнутом контуре управления. На человека-оператора также влияют возмущающие воздействия, которые могут не нести информационного характера, и поэтому их влияние стремятся свести к минимуму специальными мероприятиями.

### Влияние среды обитания
Для нормального функционирования абсолютно все системы, в том числе и эргатическая, нуждаются в поддержании нормальных условий труда. Они характеризуются: температурой, влажностью, парциальным давлением окружающей среды, освещенностью, вибрацией и перегрузками. 

### Характеристика приема, обработки и выдачи информации человеком-оператором
Существуют следующие информационные каналы человека: зрительные (визуальные), акустические (слуховые), тактильные, обонятельные и вкусовые. Сигналы воспринимаемые оператором называют афферентными, а выдаваемые - эфферентными.

## Проектирование человеко-машинной системы (ЧМС)  слежения
В связи с тем, что при работе оператора самой сложной операцией является операция слежения для эффективности работы всегда ставится задача проектирования эргатической следящей системы. По-иному системы слежения называют системой с непрерывным управлением. Под операцией слежения подразумевают совмещение человеком-оператором двух элементов рабочего процесса (символов) в течение заданного времени. Такими символами являются: 1) задающий символ (ЗС)   -  перемещается независимо от оператора; 2) отслеживающий символ (ОС) - перемещаемый человеком-оператором с помощью некоторого органа управления (ручек, педалей и др.). Связь органа управления с отслеживающим символом происходит через машинную часть человеко-машинной системы. Машинная часть бывает:  
- Механической;
- Электрической;
- Гидравлической;
- Аэромеханической.

Самые популярные примеры эргатических систем следующие:
- Управление направлением движения автомобиля;
- Наведение оптического устройства, на перемещающемся устройстве, на расположенный во внешнем пространстве объект;
- Наведение на внешний объект оптического устройства, подвижно установленного на транспортном средстве;
- Совмещение подвижного символа с объектом на телевизионном экране или дисплее.

### Классификация человеко-машинных систем слежения
По количеству отслеживаемых координат: 
- Одномерным (ЗС и ОС перемещаются по одной координате);
- Двухмерные / двухкоординатные (перемещение ЗС и ОС происходит по разным координатам)
- Трехкоординатное (при отслеживании изменения размера и положения символа).

По наличию дополнительной информации о движении ЗС:
- Преследующие  / сопровождающие (если оператор наблюдает движение ЗС  относительно некоторого фона, т.е. анализирует и информацию по ошибке слежения и о законе движения цели);
- Компенсирующие / компенсаторные (наличие при слежении только информации об ошибке слежения).

По периодичности отслеживания:
- Разовое (совмещение ОС с неподвижным ЗС);
- Непрерывное (неотрывное совмещение ОС с медленно перемещающимся ЗС);
- Прерывистое (последовательность разовых совмещений, периодическое совмещение ОС с медленно меняющим положение ЗС).

### Математические модели деятельности человека оператора  в ЧМС слежения
Задача моделирования сенсомоторной деятельности состоит в формальном описании характеристик человека-оператора как звена системы управления динамическим объектом. Трудности решения этой задачи обусловлены тем, что  указанные характеристики зависят от чрезвычайно большого числа различных факторов. С точки зрения проектировщика конкретной  системы управления наиболее существенна их зависимость от характеристик отслеживаемого сигнала и от динамических свойств объекта управления. Это является следствием, с одной стороны, ограниченности операторских возможностей человека по восприятию, переработке информации и выработке управляющих команд, с другой стороны, - уникальных адаптационных возможностей человека, его умения приспосабливаться к особенностям динамики конкретного объекта управления.    

## Методы оценки человеко-машинной системы
Оценка эргатической системы производится согласно требований технического задания к системе. Оценивается и машинная часть, и часть участия человека, также должны соответствовать условия работы человека-оператора требованиям инженерно-психологического здоровья. Оценка условий работы включает в себя оценивание  соответствия условий окружающей среды нормальным условиям, а также оценку объема обработанной информации человеком-оператором и оценку информационно-управляющего поля. Информационно-управляющее поле оценивается по следующим составляющим:   
- Антропометрические оценки
- Информационные оценки.

На этапах отработки ЧМС выделяют инструментальные и экспертные оценки приема, обработки и выдачи информации.